# Audi TT 8S
La Audi TT 8S è la terza generazione dell'Audi TT, prodotta dalla casa automobilistica tedesca Audi dal 2014 fino alla fine di novembre 2023.

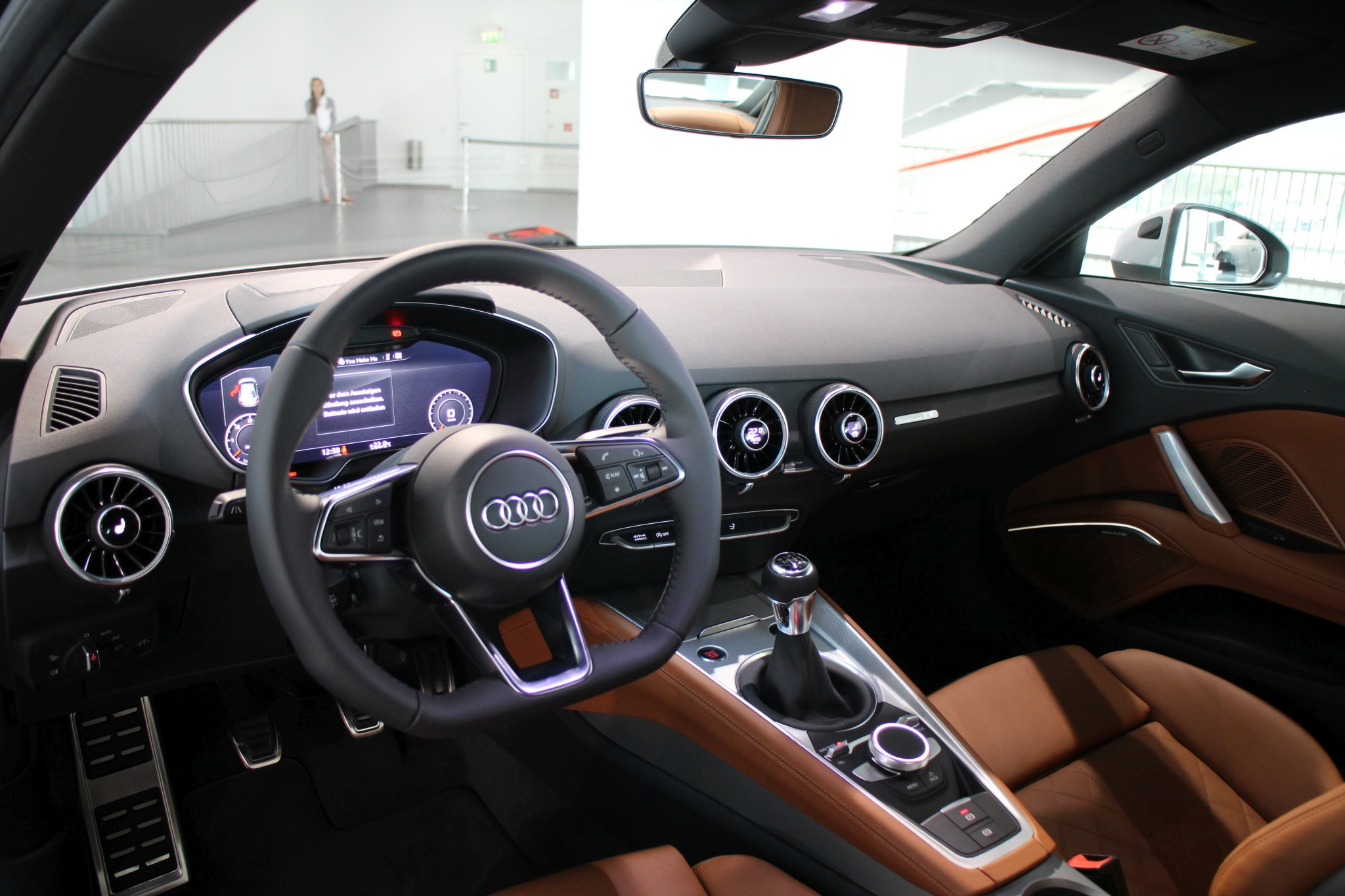
Interni

## Storia

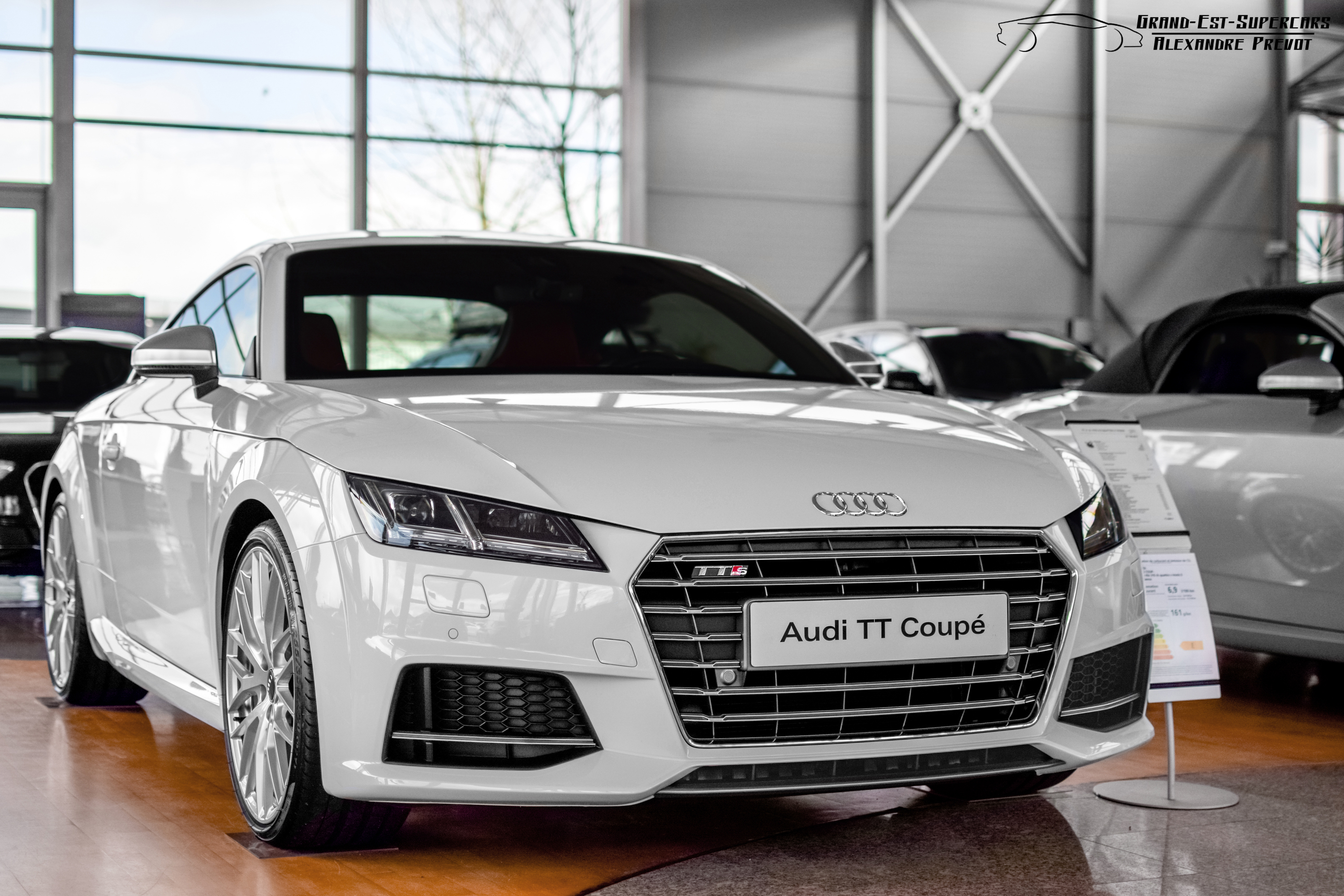
TTS

L'Audi TT di terza serie è stata presentata in anteprima in forma di prototipo con l'Audi Allroad Shooting Brake Concept, mostrato al Salone di Detroit nel 2014, che ne ha prefigurato alcune le linee e alcuni dettagli esterni come i fari e la mascherina anteriore e interni.
Audi ha presentato la terza generazione TT al Salone di Ginevra del 2014. Questo modello utilizza la piattaforma modulare del Gruppo Volkswagen chiamata MQB, ed è disponibile con motori a benzina TFSI e Diesel TDI. Il motore d'entrata è un 1.8 da 180 CV. Il 2.0 TFSI è disponibile in due versioni: una versione che produce 230 CV e 370 Nm di coppia e un'altra potenziata nella versione TTS con 310 CV e 380 Nm di coppia. È anche disponibile una variante motorizzata a gasolio della TT, un 2.0 TDI che produce 184 CV e 380 Nm di coppia. I motori TFSI sono disponibili anche con la trazione integrale "quattro". Al vertice della gamma c'è un 2.5 TFSI da 400 CV riservata alla TTRS.

## Evoluzione

### TT RS

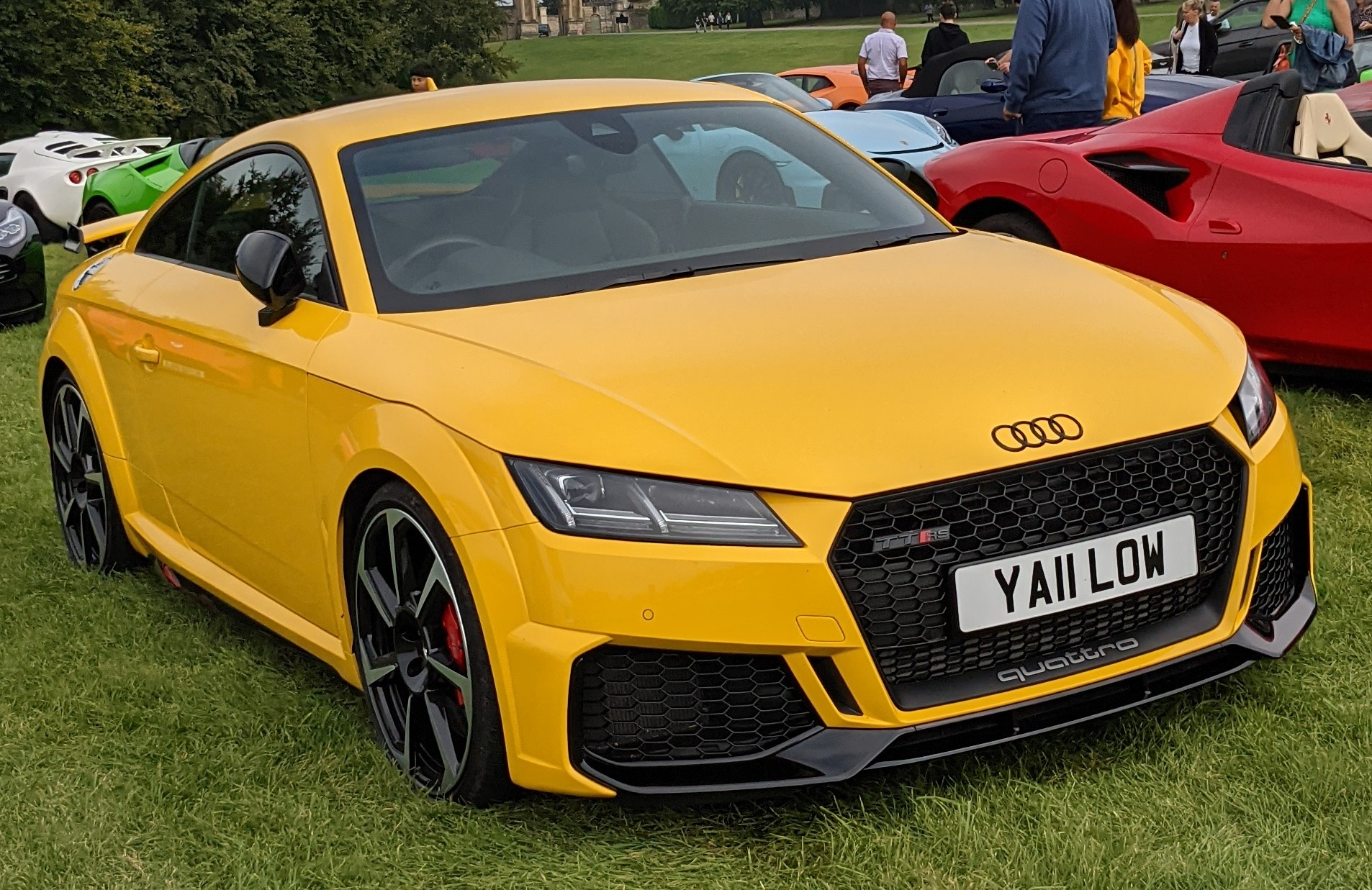
TTRS Audi Sport Edition Restyling

Ad inizio 2016 al CES di Las Vegas, Audi ha presentato il faro posteriore della TT RS con tecnologia OLED. La TT RS è stata presentata ad aprile al Salone di Pechino seguente, per poi essere messa in vendita nell'autunno 2016. È equipaggiato con il 5 cilindri in linea 2.5 TFSI da 400 CV (294 kW) e 480 Nm di coppia tra 1.700 e 5.850 giri/min, dotata di serie del sistema a trazione integrale e della trasmissione automatica S tronic con 7 rapporti.

### Restyling 2018

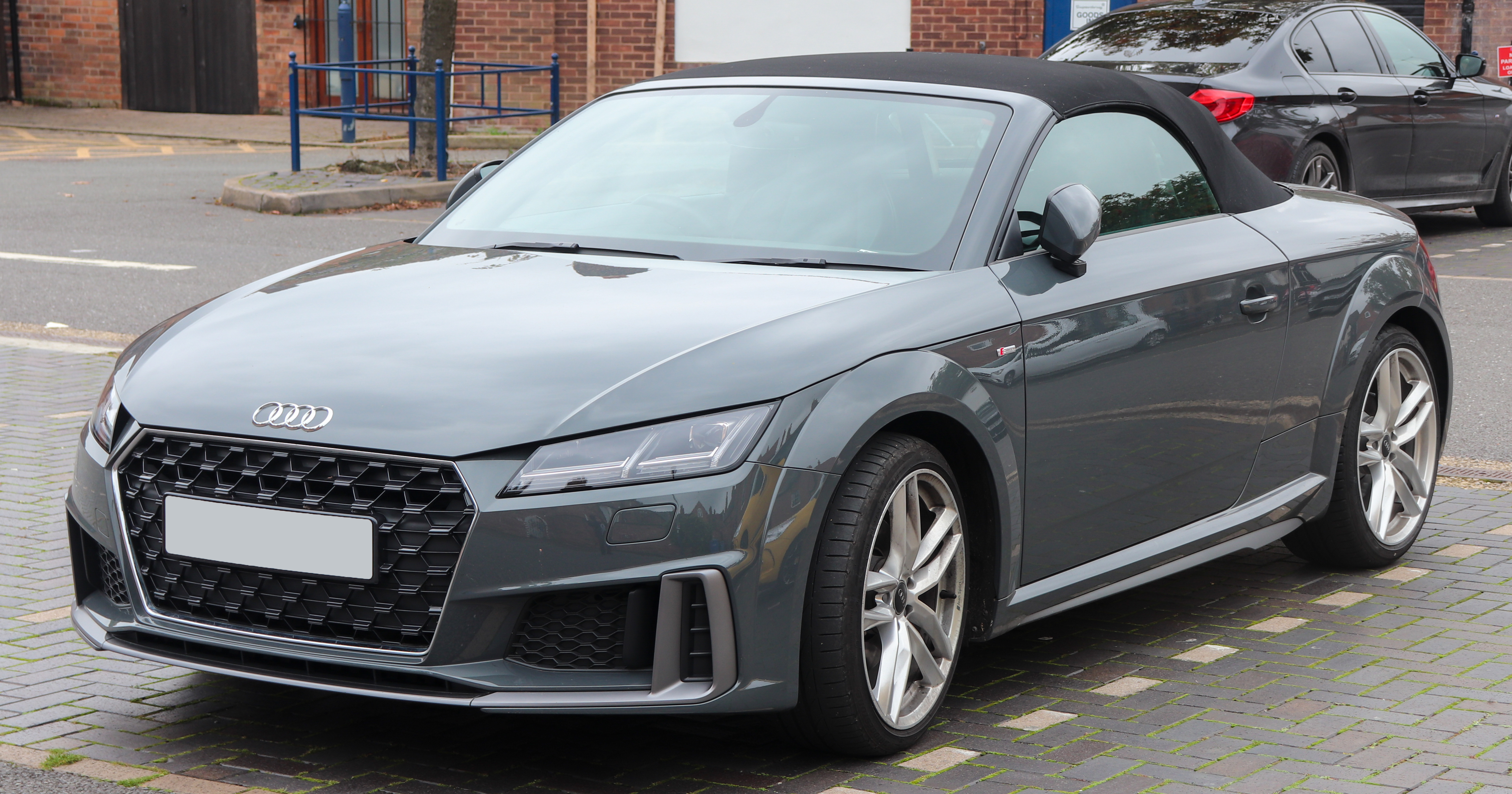
TT restyling

A luglio del 2018 in occasione dei 20 anni dalla nascita della vettura, Audi ha presentato un restyling dei modelli TT e TTS, che hanno poi debuttato in pubblico al successivo salone di Parigi.
Sia la coupé che la roadster ricevono due motori a benzina da 2,0 litri, declinati in due livelli di potenza la 40 TFSI da 197 CV e la 45 TFSI da 245 CV, entrambi abbinati al cambio a doppia frizione S tronic a sette rapporti. La versione TTS viene potenziata a 320 CV. Vengono tolte al listino sia le motorizzazioni diesel che le trasmissioni manuali. Inoltre ci sono nuove misure di gomme maggiorate da 225/50 R17 94W, fanali con una diversa trama interna, nuovi listelli di colore nero per le presa d'aria e nuovi paraurti. All'interno sono stati modificati i materiali e i rivestimento dei sedili e delle finiture, c'è un nuovo volante sportivo multifunzione ed un nuovo sistema d'infotainment MMI.
Viene introdotta la serie limitata TT 20 Years per festeggiare il 20º anniversario dell'Audi TT (prodotta in 999 esemplari) e la TT RS 40 Jahre Quattro (40 esemplari solo in Germania).
A febbraio viene aggiornata anche la TT RS.

## Motorizzazioni
| Modello                      | Disponibilità | Motore  | Cilindrata (cm³) | Potenza         | Coppia max (Nm) | Emissioni CO2 (g/km) | 0–100 km/h (secondi) | Velocità max (km/h) | Consumo medio (km/L) |
| 1.8 TFSI                     | 2014-2023     | Benzina | 1798             | 132 kW (180 CV) | 250             | 136                  | 6,9                  | 241                 | 16,9                 |
| 1.8 TFSI S tronic            | 2014-2023     | Benzina | 1798             | 132 kW (180 CV) | 250             | 132                  | 7,0                  | 241                 | 17,2                 |
| 2.0 TFSI                     | 2014-2023     | Benzina | 1984             | 169 kW (230 CV) | 370             | 139                  | 6,0                  | 250                 | 16,9                 |
| 2.0 TFSI S tronic            | 2014-2023     | Benzina | 1984             | 169 kW (230 CV) | 370             | 148                  | 5,9                  | 250                 | 14,1                 |
| 2.0 TFSI quattro S tronic    | 2014-2023     | Benzina | 1984             | 169 kW (230 CV) | 370             | 151                  | 5,3                  | 250                 | 15,6                 |
| S 2.0 TFSI quattro           | 2014-2023     | Benzina | 1984             | 228 kW (310 CV) | 380             | 166                  | 4,9                  | 250                 | 13,8                 |
| S 2.0 TFSI quattro S tronic  | 2014-2023     | Benzina | 1984             | 228 kW (310 CV) | 380             | 157                  | 4,6                  | 250                 | 14,7                 |
| RS 2.5 TFSI quattro S tronic | 2016-2023     | Benzina | 2480             | 294 kW (400 CV) | 480             | 181                  | 3,7                  | 250                 | -                    |
| 2.0 TDI ultra                | 2014-2023     | Diesel  | 1968             | 135 kW (184 CV) | 380             | 114                  | 7,1                  | 241                 | 23,8                 |

## Versioni speciali

### Audi TT Nuvolari Limited edition
Presentata in occasione del Gran Premio di Nuvolari 2014, la TT Coupé Nuvolari Limited Edition è spinta dal motore 2000 TDI ultra da 184 CV ed è stata prodotta in 100 esemplari. La versione numerata è dotata di un equipaggiamento esclusivo, che comprende gli interni fregiati dalla tartaruga porta-fortuna di Nuvolari, la targhetta con il numero progressivo della serie, applicazioni adesive esterne e battitacco "Nuvolari".